# Cromatografie de gaze

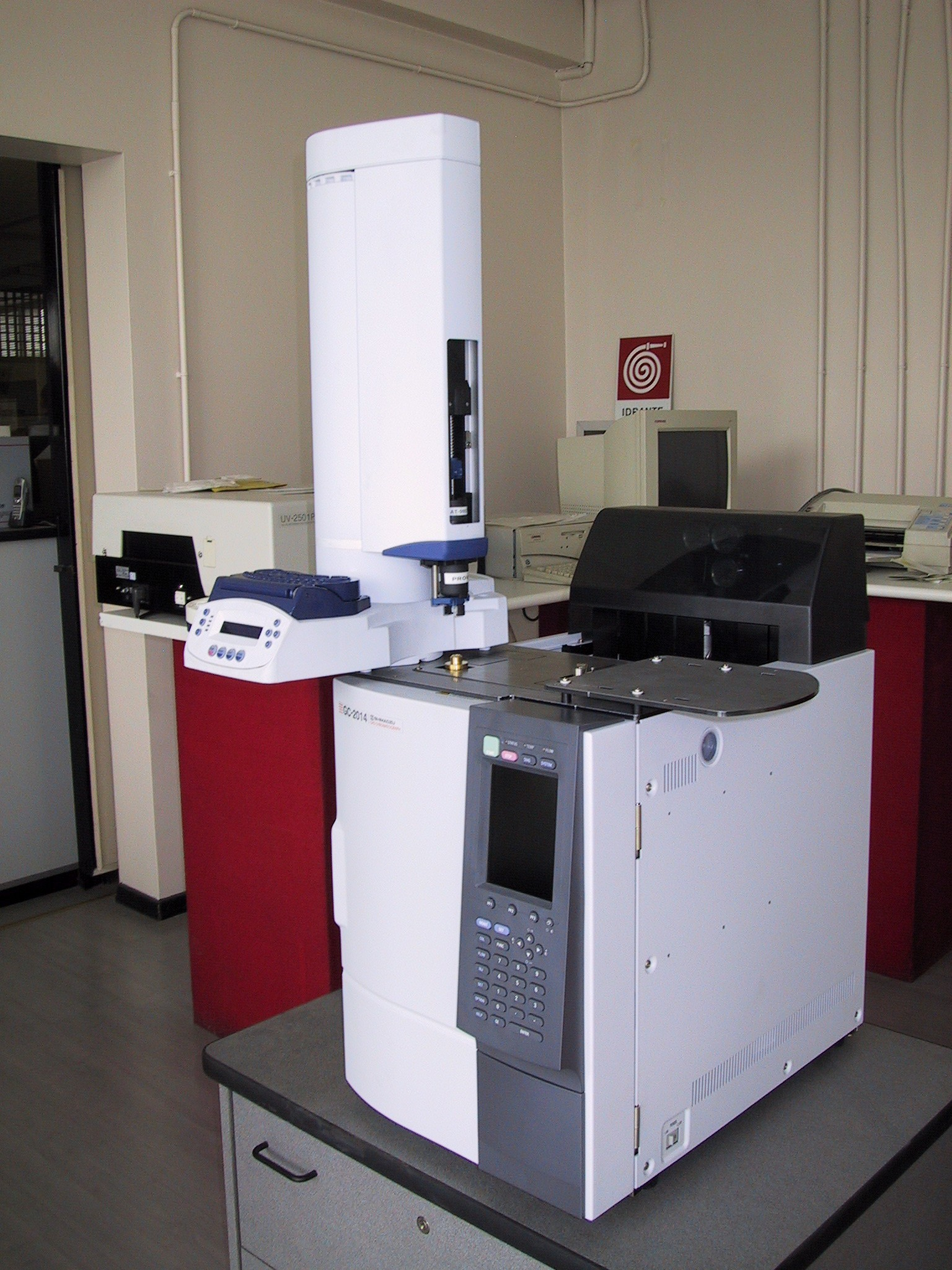
Aparatul folosit în GC, cromatograful de gaze

Cromatografia de gaze (denumită și gaz-cromatografie, abreviată GC din engleză gas chromatography) este o metodă comună de cromatografie utilizată în chimia analitică pentru separarea și analiza unor compuși care pot fi volatilizați fără descompunere. Printre utilizările tipice ale GC se numără testarea purității unor substanțe și separarea componenților unui amestec (și eventual determinarea cantităților relative din acești componenți). În unele situații, GC poate oferi informații referitoare la identitatea unui compus.
Faza mobilă în cromatografia de gaze este un gaz purtător, inert sau nereactiv, care trece prin faza staționară. De cele mai multe ori se alege ca fază mobilă heliu, argon,  azot sau hidrogen gazos, de puritate avansată. Faza staționară poate fi reprezentată de un strat microscopic de lichid vâscos, aplicat pe un suport solid inert, în interiorul unei coloane cromatografice sau capilare din sticlă sau metal. Unele faze staționare pot fi reprezentate doar de substanțe solide introduse în coloană.

## Instrumentație

Schema unui cromatograf de gaze

Principalele componente ale sistemului de GC sunt: rezervorul (sau rezervoarele) cu gazul purtător, locul de injectare a probelor, coloana cromatografică, detectorul și înregistratorul. Coloana cromatografică se află într-un „cuptor” capabil să mențină temperatura ridicată pentru volatilizare.
În GC, detectorii utilizați cei mai des sunt detectorul cu ionizare în flacără (FID) și detectorul de conductivitate termică (TCD). Se mai pot utiliza detectorul cu captură de electroni, detectori azot-fosfor (termoionic) sau se poate realiza cuplajul cu spectrometrie de masă (GC-MS).